# Dinarische Tschetnik-Division

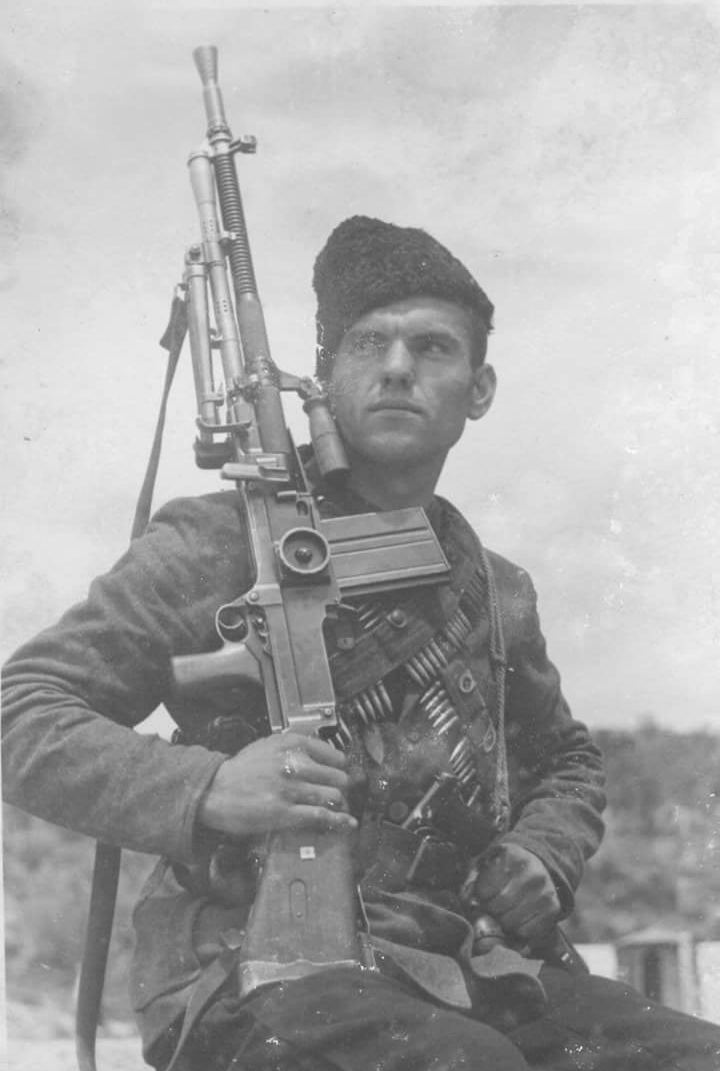
Ein Tschetnik der DTD mit Maschinengewehr ZB vz. 30 (1944)

Dinarische Tschetnik-Division (serbisch Динарска четничка дивизија Dinarska četnička divizija, DČD) war die Selbstbezeichnung eines serbischen Tschetnik-Verbandes unter dem Kommando des serbisch-orthodoxen Priesters Momčilo Đujić (1907–1999) während des Zweiten Weltkriegs. Der Tschetnik-Verband war der Hauptverbündete der faschistischen italienischen Besatzungsmacht im dalmatinischen Hinterland. Die DTD wird für Kriegsverbrechen gegen die kroatische Zivilbevölkerung verantwortlich gemacht. So für das Massaker von Gata bei dem am 1. Oktober 1942 im dalmatinischen Dorf Gata bei Omiš 96 Zivilisten im Alter von neun Monaten bis 87 Jahren ermordet wurden.

## Geschichte

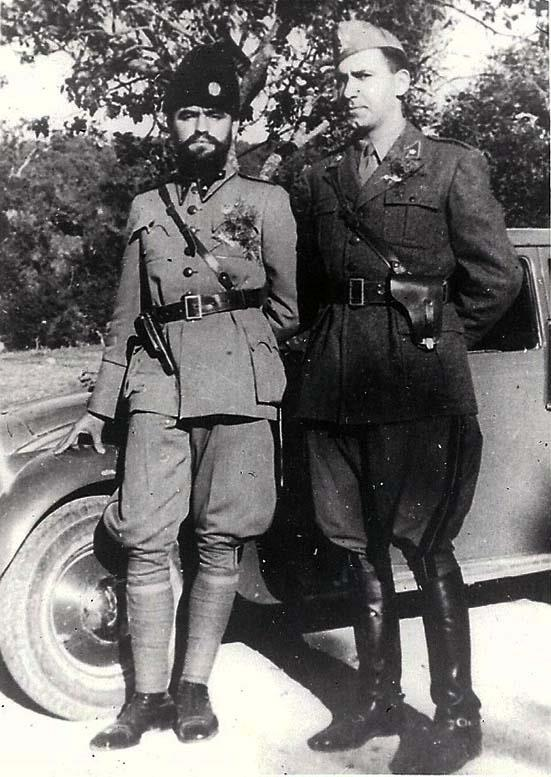
Đujić (links) mit einem italienischen Offizier (zwischen 1941 und 1943)

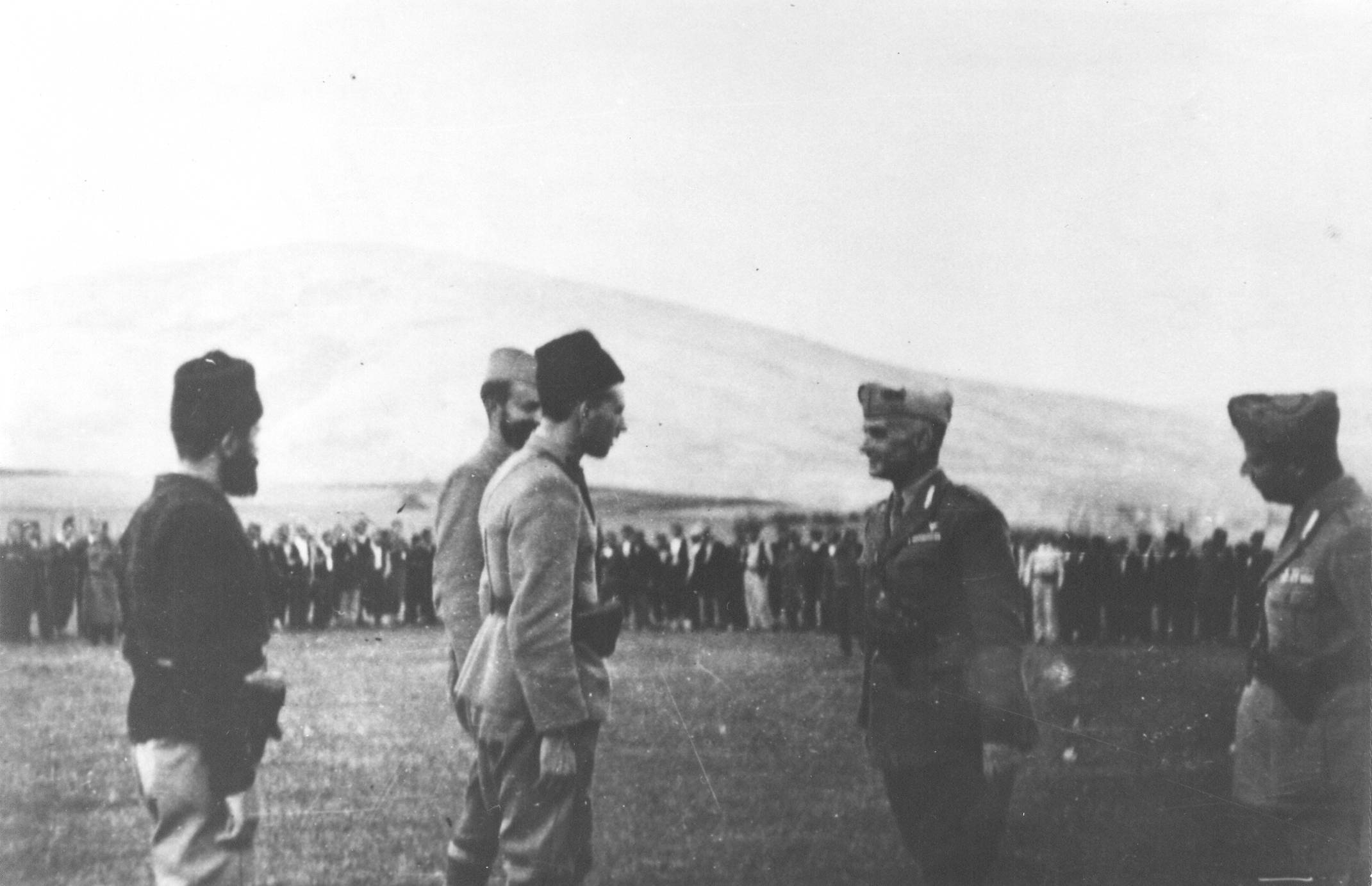
Der Führer des Regiments »Gavrilo Princip« der DTD Branko Bogunović (mit schwarzer Mütze) berichtet einem italienischen Offizier in Bosansko Grahovo, August 1942.

Nach dem Balkanfeldzug (1941) der deutschen Wehrmacht und der Besetzung Jugoslawiens durch deutsche und italienische Truppen, wurde die DTD im März 1942 aufgestellt um antikommunistische Tschetnik-Gruppen aus dem nördlichen Dalmatien, der Lika und Teilen des westlichen Bosnien zusammenzufassen. Sie bestand im Juni 1942 aus etwa 3.400 Tschetniks. Die Sollstärke sollte zu dieser Zeit bei 4.400 Mann in fünf Regimentern und zwei Abteilungen liegen. Die Regimenter (zu je zwei Bataillonen) waren »Petar Mrkonjić« (Kommandeur Đujić) mit 700 Mann, »Gavrilo Princip« (Branko Bogunović) mit 800 Mann, »Kralj Aleksandar« (Mane Rokvić) mit 600 Mann, »Kralj Petar II« (Marić) mit 500 Mann und »Onisim Popović« (Popović, später Novaković) mit 600 Mann. Die Militärtschetnik-Abteilung (mit zwei Bataillonen) unter dem Kommando von Uroš Drenović in der Bosnischen Krajina sollte etwa 1000 Tschetniks, die Bukovicer Tschetnik-Abteilung (mit einem Bataillon) unter Vlado Novaković, später Marko Crljenica, sollte 200 Tschetniks haben.
Die von Đujić nominell dem Befehl von Draža Mihailović unterstellte DTD, war mit italienischer Hilfe aufgestellt worden und die „legalisierten Tschetniks“ waren Teil der italienischen Antikommunistischen Freiwilligenmiliz (MVAC) unter dem Kommando der bei Knin stationierten 12. Infanteriedivision Sassari. In gemeinsamen Militäroperationen mit den Besatzungsmächten bekämpfte  die DTD die kommunistischen Tito-Partisanen. Nach der Kapitulation Italiens im September 1943 und dem Einrücken der deutschen Wehrmacht in die ehemalige italienische Besatzungszone Jugoslawiens, machte sich Đujić und seine DTD durch den Schutz der Verkehrswege (vor allem der Bahnverbindung Knin–Drniš) unentbehrlich. Eine bereits angewiesene Festnahme von Đujić und die Entwaffnung seiner Truppe durch die deutsche 114. Jäger-Division wurde daher nicht ausgeführt.
Zum Ende des Krieges zog sich die DTD mithilfe der deutschen Besatzungsmacht von Dalmatien nach Istrien zurück und ermordete im Dezember 1944 in Bribir, Grižane und Tribalj 32 Kroaten und brannte 70 Häuser und die Kirche von Bribir nieder.
Nach dem Krieg entkamen viele Tschetniks der DTD mit ihrem Kommandeur in die Vereinigten Staaten und Kanada, wo Đujić im Exil die nationalistische Organisation der serbischen Tschetniks Ravna Gora gründete.